# مشيل أجين شفرول
مِشيل أُجين شِفرول (بالفرنسية: Michel-Eugène Chevreul؛ 1786–1889) كيميائي فرنسي عُرف بأعماله على الأحماض الدهنية والتصبن واكتشافه للستيرين (Stearin).
تخصص شفرول بالأحماض الدهنية وقاد أولى الاكتشافات بين في العلاقة بين الرسم والعلم، صادق على اكتشاف حمض هيباديكانوك والكرياتين، وصمم أول أنواع الصابون المستخرج من دهون وأملاح الحيوانات، عاش لمدة 102 سنة ليتخصص أيضاً في علم الشيخوخة. هو أيضاً واحد من 72 شخص ألذين نقشت أسمائهم على برج إيفل، ولد في يوم 31 أغسطس 1786 في مدينة أنجيه في فرنسا، وقد توفي في يوم 9 أبريل 1889 في باريس في فرنسا بعد تدشين برج إيفل.

## روابط خارجية
- مشيل أجين شفرول على موقع الموسوعة البريطانية (الإنجليزية)
- مشيل أجين شفرول على موقع إن إن دي بي (الإنجليزية)